# موگوت
موگوت (به لاتین: Mogot) یک منطقهٔ مسکونی در روسیه است که در استان آمور واقع شده‌است.